# Carl Benedicks
Carl Axel Fredrik Benedicks (Stoccolma, 27 maggio 1875 – Stoccolma, 18 luglio 1958) è stato un fisico, mineralogista e chimico svedese.

## Biografia
Carl Benedicks nacque il 27 maggio 1875 a Stoccolma, Svezia, da Edward Otto Benedicks e Sofia Elisabet Tholander. Sposò Cecilia af Geijerstam il 6 ottobre 1899.
Benedicks fu professore dell'università tecnica di Stoccolma, direttore dell'Istituto di Metallografia, e fu il primo a studiare la thalenite di ittrio. Nel 1926 sostenne il Comitato Fisica Nobel. Benedicks è stato premiato con la medaglia d'oro Carnegie per il suo lavoro sulla potenza di raffreddamento di liquidi, velocità tempra e dai componenti di troostite e austenite.